# Suillia barberi
Suillia barberi är en tvåvingeart som först beskrevs av Darlington 1908.  Suillia barberi ingår i släktet Suillia och familjen myllflugor. Inga underarter finns listade i Catalogue of Life.